# Xerraire gorjanegre
El xerraire gorjanegre (Pterorhinus chinensis) és un ocell de la família dels leiotríquids (Leiothrichidae).

## Hàbitat i distribució
Viu entre la malesa del bosc, espessors de matoll, bambú i praderies dels turons de Myanmar, sud de la Xina al sud de Yunnan, sud de Kwangsi, sud-oest de Kwantung i Hainan, nord-oest, nord-est i sud-oest de Tailàndia, Laos i Vietnam.

## Taxonomia
Segons el Handbook of the Birds of the World la població de l'illa de Hainan, deu ser considerada una espècie de ple dret:
- Garrulax monachus (Swinhoe, 1870) - xerraire de Hainan.[3]